# Космоzоо
Космоzоо — четвертий сингл українського гурту Друга Ріка з четвертого студійного альбому «Мода», який вийшов 2009 року. На підтримку синглу у Єгипті було знято відеокліп. Режисером цієї роботи став Віктор Скуратовський.

## Список композицій
| #  | Назва      | Тривалість |
| -- | ---------- | ---------- |
| 1. | «Космоzоо» | 4:19       |

## Учасники запису
Друга Ріка
- Валерій Харчишин — вокал
- Олександр Барановський — гітара
- Дорошенко Олексій — ударні
- Біліченко Сергій — гітара
- Віктор Скуратовський — бас-гітара
- Сергій Гера — клавішні

## Чарти
| Чарт (2009)    | Позиція |
| -------------- | ------- |
| Ukraine Top 40 | 10      |